# 再婚禁止期間
再婚禁止期間（さいこんきんしきかん）とは、女性（妻）が前婚の解消または取消しの日から一定期間は再婚することができない婚姻届不受理期間を指す。待婚期間とも呼ばれる。これは父性推定の混乱を防ぐ目的による。
2024年3月31日まで民法733条の規定によって存在した。

## 条文
以下は2016年6月7日から2024年3月31日までの日本の法律の条文である。
（再婚禁止期間）733条
1. 女は、前婚の解消または取消しの日から起算して百日を経過した後でなければ、再婚をすることができない。
2. 前項の規定は、次に掲げる場合には、適用しない。
  1. 女が前婚の解消又は取消しの時に懐胎していなかった場合
  2. 女が前婚の解消又は取消しの後に出産した場合

### 例外
- 前婚の解消又は取消しの時に懐胎していなかった場合（民法733条2項）[注釈 1]。
- 前夫の子を懐胎している時は、出産の日以降（民法733条2項）。
- 再婚相手が前婚の解消または取消し相手の場合。
- 夫が失踪宣告を受けた場合。
- 夫の生死が三年以上不明のために、裁判離婚した場合。
- 前婚解消後、女性が優生保護法（現:母体保護法）に基づく優生手術（不妊手術）を受けて、医師の証明書を提出した場合。

## 論評
規定は女性だけに再婚禁止期間があり、男性にはなかった。そのため日本では日本国憲法第14条の女性差別、男女平等を定めた日本国憲法に違反しているとする批判がされることもあった。
1898年（明治31年）7月16日に施行された民法では、女性の再婚禁止期間は前婚の解消（離婚届提出等）または取消しの日から6ヶ月間であり、1947年5月に施行された日本国憲法下でも最高裁は長らく違憲とはしていなかった。
しかし、2015年（平成27年）12月16日に、最高裁大法廷は6ヶ月の女性再婚禁止期間につき、100日を超える部分について過剰な制約であり、無効であると違憲判決を初めて下した（再婚禁止期間訴訟）。判決を受け、2016年6月1日に民法が改正され、同月7日に施行された。
100日とする規定は、民法第772条第2項に「婚姻の成立の日から二百日を経過した後（中略）に生まれた子は、婚姻中に懐胎したものと推定する」という規定があり、同条文で規定されている離婚後300日問題と重複しないという期間とされたためである。
外国では女性の再婚禁止期間を廃止する国家もあると報道された。日本では2022年12月10日に法改正が行われ、2024年4月1日に女性再婚禁止期間は廃止となった。